# Френсіс Аллен
Френсіс Елізабет Аллен (англ. Frances Elizabeth Allen; 4 серпня 1932 — 4 серпня 2020) — американська вчена, піонерка в галузі оптимізації компіляторів. У 2006 році стала першою жінкою, яка отримала премію Тюрінга.

## Кар'єра
Аллен виросла на фермі в Перу, Нью-Йорк. Закінчила Нью-Йоркський державний коледж для вчителів (наразі він є частиною Державного університету Нью-Йорка в Олбані, США). У 1954 році отримала ступінь бакалавра і почала викладати у школі в Перу, Нью-Йорк. Через два роки вступила до Мічиганського університету й отримала ступінь магістра з математики у 1957
У 1957 році почала працювати у центрі досліджень у Паукіпсі, Нью-Йорк, як програміст. Аллен викладала також мову програмування під назвою «Альфа». Вона керувала командою оптимізації компіляторів для проектів Harvest і Stretch. У 1960-х роках вона сприяла проекту ACS-1, а в 1970-х — PL/I. З 1970 по 1971 рік стажувалась у Нью-Йоркському університеті і після виступала в якості ад'юнкт-професорки. У 1977 році стала працівницею Стенфордського університету.
Аллен стала першою співробітницею IBM у 1989 році. Вона вийшла з IBM у 2002 році, але залишається пов'язаною з корпорацією, як співробітниця Emeriti. У 2007 році IBM Ph.D. На її честь була створена стипендія.
Робота Фран Ален мала величезний вплив на дослідження і практику компіляторів. Вона створила багато абстракцій, алгоритмів і реалізацій, які заклали основу для автоматичної технології оптимізації програм. Робота Аллен 1966 року «Оптимізація програм» заклала концептуальну основу для системного аналізу та трансформації комп'ютерних програм. У цій роботі запропоновано використання теоретико-графових структур для кодування програмного змісту, автоматичного та ефективного виведення взаємозв'язків та визначення можливостей оптимізації.
У 1970 році були надруковані статті «Аналіз потоків управління» та «Основа для оптимізації програми», в яких вона встановила «інтервали» як контекст для ефективного та ефективного аналізу та оптимізації потоку даних.
У 1971 року у «Каталозі оптимізації перетворень» наведено перший опис і систематизацію оптимізувальних перетворень.
У 1976 році з Cocke описує одну з двох основних стратегій аналізу, що використовуються в оптимізації компіляторів сьогодні. Аллен розробила і впровадила свої методи як частину компіляторів для IBM STRETCH-HARVEST і експериментальної розширеної обчислювальної системи. Ця робота встановила доцільність і структуру сучасних машинномовних незалежних оптимізаторів. Вона продовжила роботу над проектом PTRAN з автоматичного паралельного виконання програм FORTRAN. Її команда PTRAN розробила нові схеми виявлення паралелізму і створила концепцію графу залежності від програми, основного методу структурування, використовуваного більшістю паралельних компіляторів.

## Нагороди та відзнаки
Аллен є членкинею IEEE і ACM. У 2000 році вона стала членкинею Музею комп'ютерної історії «за її внесок у оптимізацію програми та компіляцію для паралельних комп'ютерів». Вона була обрана до Національної інженерної академії США в 1987 році, до Американського філософського товариства в 2001 році і до Національної академії наук у 2010 році Вона була названа побратимом американської Академії мистецтв і наук у 1994 році.
Вона отримала IEEE Computer Society Чарльз Беббідж Award в 1997 році і премію Computer Pioneer в IEEE Computer Society в 2004 році [12]У 1997 році Аллен була введена в WITI Зал слави . [13] Вона отримала нагороду від Асоціації жінок у галузі комп'ютерних технологій (Augusta Ada Lovelace) 2002 року. У 2004 році Аллен стала переможцем премії ABIE технічного керівництва від Аніти Борг інституту.[14][15]
У 2006 році Аллен була визнана за роботу з обчисленнями премією Тюрінга.[16][17] Вона стала першою жінкою-реципієнткою, яка вважається еквівалентом Нобелівської премії за обчислювальну техніку і надається Асоціацією обчислювальної техніки.[18][19][20][21][22] В інтерв'ю після нагороди вона сподівалася, що це дасть більше «можливостей для жінок у науці, обчислювальній техніці та техніці».[23]
У 2009 році вона була нагороджена почесною докторкою наук від Університету Макгілла за «новаторський внесок у теорію і практику оптимізації методів компілятора, які заклали основу для сучасних оптимізувальних компіляторів і автоматичного паралельного виконання».[24]

## Особисте життя
Аллен вступила у шлюб з Яковом Т. Шварцем в 1972 році. [10] Вони розлучилися десять років тому, дітей не мали.